# Macrobiotus
Genre
Macrobiotus est un genre de tardigrades de la famille des Macrobiotidae.

## Liste des espèces
Selon Degma, Bertolani et Guidetti, 2017 :
- Macrobiotus acadianus (Meyer & Domingue, 2011)
- Macrobiotus almadai Fontoura, Pilato & Lisi, 2008
- Macrobiotus alvaroi Pilato & Kaczmarek, 2007
- Macrobiotus anderssoni Richters, 1907
- Macrobiotus andinus Maucci, 1988
- Macrobiotus anemone Meyer, Domingue & Hinton, 2014
- Macrobiotus annae Richters, 1908
- Macrobiotus ariekammensis Węglarska, 1965
- Macrobiotus artipharyngis Iharos, 1940
- Macrobiotus ascensionis Richters, 1908
- Macrobiotus biserovi Bertolani, Guidi & Rebecchi, 1996
- Macrobiotus brevipes Mihelčič, 1971/72
- Macrobiotus caelicola Kathman, 1990
- Macrobiotus carsicus Maucci, 1954
- Macrobiotus caymanensis Meyer, 2011
- Macrobiotus crenulatus Richters, 1904
- Macrobiotus dariae Pilato & Bertolani, 2004
- Macrobiotus deceptor Meyer, Hinton, Gladney & Klumpp, 2017
- Macrobiotus denticulus Dastych, 2002
- Macrobiotus diversus Biserov, 1990
- Macrobiotus drakensbergi Dastych, 1993
- Macrobiotus echinogenitus Richters, 1903
- Macrobiotus evelinae de Barros, 1938
- Macrobiotus furcatus Ehrenberg, 1859
- Macrobiotus gemmatus Bartoš, 1963
- Macrobiotus glebkai Biserov, 1990
- Macrobiotus grandis Richters, 1911
- Macrobiotus halophilus Fontoura, Rubal & Veiga, 2017
- Macrobiotus hibiscus de Barros, 1942
- Macrobiotus hufelandi Schultze, 1834
- Macrobiotus humilis Binda & Pilato, 2001
- Macrobiotus hyperboreus Biserov, 1990
- Macrobiotus iharosi Pilato, Binda & Catanzaro, 1991
- Macrobiotus insignis Bartoš, 1963
- Macrobiotus insularis Pilato, 2006
- Macrobiotus joannae Pilato & Binda, 1983
- Macrobiotus julianae (Meyer, 2012)
- Macrobiotus kazmierskii Kaczmarek & Michalczyk, 2009
- Macrobiotus kirghizicus Tumanov, 2005
- Macrobiotus kolleri Mihelčič, 1951
- Macrobiotus komareki Bartoš, 1939
- Macrobiotus kristenseni Guidetti, Peluffo, Rocha, Cesari & Moly de Peluffo, 2013
- Macrobiotus kurasi Dastych, 1981
- Macrobiotus lazzaroi Maucci, 1986
- Macrobiotus lissostomus Durante Pasa & Maucci, 1979
- Macrobiotus longipes Mihelčič, 1971/72
- Macrobiotus macrocalix Bertolani & Rebecchi, 1993
- Macrobiotus madegassus Maucci, 1993
- Macrobiotus mandalaae Pilato, 1974
- Macrobiotus marlenae Kaczmarek & Michalczyk, 2004
- Macrobiotus martini Bartels, Pilato, Lisi & Nelson, 2009
- Macrobiotus modestus Pilato & Lisi, 2009
- Macrobiotus naginae 2022[2]
- Macrobiotus naskreckii Bąkowski, Roszkowska, Gawlak & Kaczmarek, 2016
- Macrobiotus nelsonae Guidetti, 1998
- Macrobiotus norvegicus Mihelčič, 1971/72
- Macrobiotus occidentalis Murray, 1910
- Macrobiotus ocotensis Pilato, 2006
- Macrobiotus ovidii Bartoš, 1937
- Macrobiotus ovovillosus Baumann, 1960
- Macrobiotus pallarii Maucci, 1954
- Macrobiotus papillosus Iharos, 1963
- Macrobiotus patagonicus Maucci, 1988
- Macrobiotus paulinae Stec, Smolak, Kaczmarek & Michalczyk, 2015
- Macrobiotus persimilis Binda & Pilato, 1972
- Macrobiotus personatus Biserov, 1990
- Macrobiotus pisacensis Kaczmarek, Cytan, Zawierucha, Diduszko & Michalczyk, 2014
- Macrobiotus polonicus Pilato, Kaczmarek, Michalczyk & Lisi, 2003
- Macrobiotus polyopus Marcus, 1928
- Macrobiotus polypiformis Roszkowska, Ostrowska, Stec, Janko & Kaczmarek, 2017
- Macrobiotus porteri Rahm, 1931
- Macrobiotus potockii Węglarska, 1968
- Macrobiotus primitivae de Barros, 1942
- Macrobiotus psephus du Bois-Reymond Marcus, 1944
- Macrobiotus pseudofurcatus Pilato, 1972
- Macrobiotus punctillus Pilato, Binda & Azzaro, 1990
- Macrobiotus ragonesei Binda, Pilato, Moncada & Napolitano, 2001
- Macrobiotus ramoli Dastych, 2005
- Macrobiotus rawsoni Horning, Schuster & Grigarick, 1978
- Macrobiotus recens Cuénot, 1932
- Macrobiotus rollei Heinis, 1920
- Macrobiotus rubens Murray, 1907
- Macrobiotus sandrae Bertolani & Rebecchi, 1993
- Macrobiotus santoroi Pilato & D'Urso, 1976
- Macrobiotus sapiens Binda & Pilato, 1984
- Macrobiotus scoticus Stec, Morek, Gąsiorek, Blagden & Michalczyk, 2017
- Macrobiotus semmelweisi Pilato, Binda & Lisi, 2006
- Macrobiotus serratus Bertolani, Guidi & Rebecchi, 1996
- Macrobiotus seychellensis Biserov, 1994
- Macrobiotus shennongensis Yang, 1999
- Macrobiotus sottilei Pilato, Kiosya, Lisi & Sabella, 2012
- Macrobiotus spectabilis Thulin, 1928
- Macrobiotus spertii Ramazzotti, 1957
- Macrobiotus striatus Mihelčič, 1949
- Macrobiotus submorulatus Iharos, 1966
- Macrobiotus terminalis Bertolani & Rebecchi, 1993
- Macrobiotus terricola Mihelčič, 1951
- Macrobiotus tetraplacoides Fontoura, 1981
- Macrobiotus topali Iharos, 1969
- Macrobiotus trunovae Biserov, Pilato & Lisi, 2011
- Macrobiotus virgatus Murray, 1910
- Macrobiotus vladimiri Bertolani, Biserov, Rebecchi & Cesari, 2011
- Macrobiotus wauensis Iharos, 1973
- Macrobiotus wuyishanensis Zhang & Sun, 2014
- Macrobiotus yunshanensis Yang, 2002

## Publication originale
- Schultze, 1834 : Macrobiotus Hufelandii animal e crustaceorum classe novum, reviviscendi post diuturnam asphixiam et aridiatem potens, etc. 8, 1 tab. C. Curths, Berlin.